# Cratere Degu
Degu  è un cratere sulla superficie di Venere.